# 아빠! 어디가?
《아빠! 어디가?》는 2013년 1월 6일부터 2015년 1월 18일까지 《일밤》의 1부 코너에서 방영된 예능 프로그램이다. 이 프로그램은 연예인을 비롯한 사회 유명인들이 자녀와 함께 오지 탐험 (여행)을 그린 프로그램으로 아버지와 자녀의 성장 스토리를 담아내는 기획 의도를 가지고 있다. 최고 시청률은 1기에 기록했던 20%로 대중들에게 많은 사랑의 받으며 2013년 《MBC 방송연예대상》에서 대상을 수상하였으며, 2014년 1월 19일에 1기가 종료되고 같은 해 1월 26일에 2기가 첫 회가 방영되었다. 중국에 프로그램 포맷이 수출되었고, 중국판 아빠 어디가는 《파파취나얼》이라는 이름으로 인기리에 방영되었고, 이후에는 영화로도 제작되었다.

## 방송 정보
| 방송 채널 | 방송 기간                                                                      | 방송 시간                                 |
| --------- | ------------------------------------------------------------------------------ | ----------------------------------------- |
| MBC       | 2013년 1월 6일 ~ 2014년 1월 19일 (1기) 2014년 1월 26일 ~ 2015년 1월 18일 (2기) | 매주 일요일 오후 4시 50분 ~ 오후 6시 25분 |

## 출연자

### 1기
- 김성주, 김민국 (장남 / 1대 주장)
- 성동일, 성준 (장남)
- 이종혁, 이준수 (차남)
- 윤민수, 윤후 (장남)
- 송종국, 송지아 (장녀)
- 내레이션 : 이적

### 2기
- 김성주, 김민율 (차남)
- 성동일, 성빈 (장녀)
- 윤민수, 윤후 (장남 / 2대 주장)
- 안정환, 안리환 (장남)
- 류진, 임찬형 (장남)
- 정웅인, 정세윤 (장녀) ※2014년 5월 4일 방송분부터 합류.
- 내레이션 : 이종혁

### 이전 출연자
- 김진표, 김규원 (장녀) (출연 기간: 2014년 1월 26일 ~ 2014년 4월 6일)

### 형제 특집 출연자

#### 1기
형제 특집 1, 2탄
- 이탁수 (이종혁 장남 / 임시 주장)
- 송지욱 (송종국 장남)
- 성빈 (성동일 장녀, 2기 멤버)
- 김민율 (김성주 차남, 2기 멤버)

뉴질랜드 특집
- 송지욱 (송종국 차남)
- 성빈 (성동일 장녀, 2기 멤버)
- 김민율 (김성주 차남, 2기 멤버)

#### 2기
가족텃밭 특집
- 김민국 (김성주 장남, 1기 원년 멤버 겸 1대 주장)
- 성준 (성동일 장남, 1기 원년 멤버)
- 성율 (성동일 차녀)
- 임찬호 (류진 차남)
- 김민건 (김진표 장남)

브라질 원정대 특집
- 김민국 (김성주 장남, 1기 원년 멤버 겸 1대 주장)
- 안리원 (안정환 장녀)

막내특집
- 정소윤 (정웅인 차녀 / 주장)
- 정다윤 (정웅인 삼녀)
- 임찬호 (류진 차남)
- 김민주 (김성주 장녀)

### 친구 특집 출연자

#### 1기
- 남기윤 (김민국 친구)
- 홍명준 (성준 친구)
- 오지원 (윤후 친구이자 현재 MBC 공채 아역)
- 최준영 (이준수 친구)
- 김미서 (송지아 친구)

#### 2기
- 송지민 (김민율 친구이자 현재 MBC 공채 아역)
- 전지오 (안리환 친구)
- 가소정 (정세윤 친구)
- 홍예서 (성빈 친구/홍명준 동생)
- 박준성 (임찬형 친구)
- 송지아 (윤후 절친, 1기 원년 멤버)

### 외국인 가족 출연자
- (미국) 리차드 멀, 딸 에이브리
- (미국) 시나드 패터슨, 아들 시나드 패터슨 2세(찬)
- (프랑스) 자비에 마르쎄, 딸 미아

### 특별 게스트

#### 1기
- 황광희 (스페셜 MC로 출연) ※강원도 춘천시 동면 품걸리 편

#### 2기
- 소치 동계 올림픽 영웅들 (이상화, 박승희, 조해리) ※튼튼캠프 1탄 편
- 송종국, 송지아 (장녀), 송지욱 (장남) ※튼튼캠프 2탄 편
- 무한도전 팀 ※브라질 원정대 특집 편 (무한도전 촬영중 이었다.)
- 이종혁, 이준수 (차남) ※2014 여름방학캠프 특집 편
- 서장훈 - 윤후, 김민율의 키크기 농구교실 편

## 방송 내용

### 1기
| 번 | 회차      | 방송일                              | 여행지                                                   | 참고 사항                                  |
| -- | --------- | ----------------------------------- | -------------------------------------------------------- | ------------------------------------------ |
| 01 | 1회~2회   | 2013년 1월 6일 ~ 2013년 1월 13일    | 강원도 춘천시 동면 품걸리                                |                                            |
| 02 | 3회~4회   | 2013년 1월 20일 ~ 2013년 1월 27일   | 충청북도 청원군 문의면 두모리                            |                                            |
| 03 | 5회~7회   | 2013년 2월 3일 ~ 2013년 2월 17일    | 강원도 춘천시 사북면 원평리 춘천호                       | <아이스캠핑 특집>                          |
| 04 | 8회~9회   | 2013년 2월 24일 ~ 2013년 3월 3일    | 강원도 정선군 신동읍 덕천리 원덕천마을                   |                                            |
| 05 | 10회~12회 | 2013년 3월 10일 ~ 2013년 3월 24일   | 제주도 제주시 구좌읍 하도리 면수동마을                   |                                            |
| 06 | 13회~14회 | 2013년 3월 31일 ~ 2013년 4월 7일    | 충청북도 영동군 상촌면 물한리 황점마을                   |                                            |
| 07 | 15회~16회 | 2013년 4월 14일 ~ 2013년 4월 21일   | 경상북도 봉화군 물야면 오록리 창마마을                   |                                            |
| 08 | 17회~19회 | 2013년 4월 28일 ~ 2013년 5월 12일   | 전라남도 여수시 남면 안도리 동고지마을                   |                                            |
| 09 | 20회~22회 | 2013년 5월 19일 ~ 2013년 6월 2일    | 강원도 춘천시 동면 품걸리                                | 가정의 달 형제특집                         |
| 10 | 23회~25회 | 2013년 6월 9일 ~ 2013년 6월 23일    | 충청북도 충주시 동량면 손동리 맥타가트도서관캠핑장       |                                            |
| 11 | 25회~26회 | 2013년 6월 23일 ~ 2013년 6월 30일   | 강원도 강릉시 연곡면 삼산리 현덕사                       | <템플스테이 체험 특집>                     |
| 12 | 27회~28회 | 2013년 7월 7일 ~ 2013년 7월 14일    | 경상남도 거창군 북상면 월성리 월성계곡                   |                                            |
| 13 | 29회~30회 | 2013년 7월 21일 ~ 2013년 7월 28일   | 충청남도 태안군 남면 신온리 마검포해수욕장               | <갯벌 체험 특집>                           |
| 14 | 31회~33회 | 2013년 8월 4일 ~ 2013년 8월 18일    | 경상북도 김천시 대덕면 가례리 석정마을과 조룡리 조룡마을 | <형제특집 2탄>                             |
| 15 | 33회~35회 | 2013년 8월 18일 ~ 2013년 9월 1일    | 인천광역시 옹진군 자월면 승봉리 사승봉도                 |                                            |
| 16 | 35회~37회 | 2013년 9월 1일 ~ 2013년 9월 15일    | 경기도 여주군 가남면 금당리 은아목장                     |                                            |
| 17 | 37회~40회 | 2013년 9월 15일 ~ 2013년 10월 6일   | 경상북도 봉화군 소천면 남화룡리 소천초등학교 남화룡분교  | <친구특집>                                 |
| 18 | 40회~42회 | 2013년 10월 6일 ~ 2013년 10월 20일  | 전라남도 화순군 동복면 가수리 하가마을                   |                                            |
| 19 | 43회~44회 | 2013년 10월 27일 ~ 2013년 11월 3일  | 충남 청양군 대치면 개곡리 개실마을                       |                                            |
| 20 | 45회~46회 | 2013년 11월 10일 ~ 2013년 11월 17일 | 충남 공주시 의당면 두만리 공주도령서당                   | <서당 체험 특집>                           |
| 21 | 47회~51회 | 2013년 11월 24일 ~ 2013년 12월 22일 | 뉴질랜드 오클랜드, 로토루아 아그로돔, 로토루아 호수      | <형제특집 3탄>                             |
| 22 | 52회~53회 | 2013년 12월 29일 ~ 2014년 1월 5일   | 경기도 용인시 수지구 동천동 송종국FC                     | 연말특집 <가족의 밤>                       |
| 23 | 54회~55회 | 2014년 1월 12일 ~ 2014년 1월 19일   | 제주도 제주시, 서귀포시 한라산                           | 스물 세 번째, 1주년 기념 여행! 시즌 1 종료 |

### 2기
| 번 | 회차        | 방송일                             | 여행지                                                                                     | 참고 사항                                                                                        |
| -- | ----------- | ---------------------------------- | ------------------------------------------------------------------------------------------ | ------------------------------------------------------------------------------------------------ |
| 01 | 56회~57회   | 2014년 1월 26일 ~ 2014년 2월 2일   |                                                                                            | 2기 첫방송. 각자 집에서 여행을 준비하는 과정을 다룸                                              |
| 02 | 57회~59회   | 2014년 2월 2일 ~ 2014년 2월 16일   | 충청북도 옥천군 군북면 막지리 장고개마을                                                   |                                                                                                  |
| 03 | 59회~60회   | 2014년 2월 16일 ~ 2014년 2월 23일  | 경상북도 안동시 서후면 자품리 천주마을                                                     |                                                                                                  |
| 04 | 61회~62회   | 2014년 3월 2일 ~ 2014년 3월 9일    | 충청남도 서산시 대산읍 웅도리 웅도마을                                                     | 바지락 캐기 & 몰래 카메라 (김성주는 소치 올림픽 중계 와중에 귀국해 합류)                         |
| 05 | 63회~65회   | 2014년 3월 16일 ~ 2014년 3월 30일  | 경기도 성남시 분당구 야탑동 탄천종합운동장 빙상장 → 용인시 수지구 동천동 송종국 축구교실   | <봄맞이! 튼튼 캠프> 스케이트 & 축구 도전기                                                       |
| 06 | 65회~66회   | 2014년 3월 30일 ~ 2014년 4월 6일   | 경기도 의왕시 청계동 하이디농장 용인시 처인구 포곡읍 전대리 에버랜드                       | <봄맞이! 가족특집> 가족 텃밭 만들기와 놀이공원 가기 (가족특집을 끝으로 김진표 자진하차함)        |
| 07 | 67회~68회   | 2014년 4월 13일, 2014년 5월 4일    | 경상북도 울진군 기성면 사동리 사동항                                                       | <아빠가 원하는 맞춤형 여행> (세월호 참사로 인해 2주 연속 결방하여 68회가 5월 4일에 방송됨)       |
| 08 | 68회~71회   | 2014년 5월 4일 ~ 2014년 5월 25일   | 강원도 정선군 정선읍 덕우리 대촌마을                                                       | 새 멤버인 정웅인, 정세윤 첫 등장                                                                 |
| 09 | 71회~72회   | 2014년 5월 25일 ~ 2014년 6월 1일   | 경상북도 경주시 동방동 경주세계엑스포공원 펜션600 캠핑장                                   | 2명씩 짝지어 아빠 없이 대중교통을 이용해 서울역 도착하기 & 경주 문화재 체험                      |
| 10 | 73회~75회   | 2014년 6월 8일 ~ 2014년 6월 22일   | 중국 상하이, 일본 후쿠오카, 홍콩                                                           | <가족별 최저가 배낭여행 특집>                                                                    |
| 11 | 76회~77회   | 2014년 6월 29일 ~ 2014년 7월 6일   | 브라질 포르투알레그리                                                                      | <아빠 어디가? 브라질에 가다!> 2014 브라질 월드컵 특집 편성 & 최저가 배낭여행 특집 2부 편성       |
| 12 | 78회~79회   | 2014년 7월 13일 ~ 2014년 7월 20일  | 충청남도 홍성군 홍동면 문당리 문당마을                                                     | 농촌일손돕기 체험 특집. 모내기&오리 농법 체험.                                                   |
| 13 | 80회~81회   | 2014년 7월 27일 ~ 2014년 8월 3일   | 경기도 고양시 일산동구 장항동 에어키즈랜드 → 충청북도 단양군 영춘면 의풍리 의풍분교 캠핑장 | <여름방학캠프 특집> 이종혁, 이준수 부자 특별게스트로 출연                                        |
| 14 | 82회~84회   | 2014년 8월 10일 ~ 2014년 8월 24일  | 전라북도 진안군 부귀면 수항리 야곡마을                                                     | <여름방학 특집> 아빠가 아이와 꼭 해보고 싶은 시간 보내기 수박 따기 체험 및 수박 일일 카페        |
| 15 | 84회~85회   | 2014년 8월 24일 ~ 2014년 8월 31일  |                                                                                            | 막내동생 특집 '아빠! 나도 갈래' & 윤후, 세윤의 일일 데이트                                       |
| 16 | 85회~86회   | 2014년 8월 31일 ~ 2014년 9월 7일   | 강원도 평창군 대관령면 용산리 알펜시아리조트                                               | 스키점프 도전기                                                                                  |
| 17 | 86회~89회   | 2014년 9월 7일 ~ 2014년 10월 5일   |                                                                                            | 가족별 추석맞이 가족 여행 (인천 아시안 게임 관계로 9월 21일 결방)                                |
| 18 | 89회~91회   | 2014년 10월 5일 ~ 2014년 10월 19일 | 경상북도 봉화군 봉화읍 유곡리 닭실마을                                                     | 친구특집                                                                                         |
| 19 | 92회~94회   | 2014년 10월 26일 ~ 2014년 11월 9일 | 서울특별시 강원도 양양군 현남면 남애리 남애항 전라남도 화순군 동복면 가수리 하가마을       | 홈스테이 글로벌 특집 에이브리&빈-세윤(농촌 체험) 미아&민율-찬형(어촌 체험) 찬&후-리환(도시 여행) |
| 20 | 95회        | 2014년 11월 16일                   |                                                                                            | 아빠와 아이와 함께한 12시간                                                                      |
| 21 | 96회        | 2014년 11월 23일                   |                                                                                            | 아빠 어디가 가족운동회                                                                           |
| 22 | 97회~98회   | 2014년 11월 30일 ~ 2014년 12월 7일 | 충청북도 단양군 가곡면 보발리 피화기마을                                                   | 초심 찾기(자급자족 여행) 깜짝 방문(김성주, 정웅인, 윤민수 아내, 정소윤, 정다윤)                  |
| 23 | 99회~102회  | 2014년 12월 14일 ~ 2015년 1월 4일  |                                                                                            | <테마가 있는 최저가 배낭여행 특집>                                                               |
| 24 | 103회~104회 | 2015년 1월 11일 ~ 2015년 1월 18일  | 강원도 정선군 정선읍 덕우리 대촌마을                                                       | 최종회                                                                                           |

## 시청률
최저 시청률과 최고 시청률은 TNmS와 AGB닐슨 미디어 리서치에서 공개한 표를 바탕으로 작성한 시청률입니다.

### 2013년
| 회차   | 방송일    | 시청률     | 시청률    |
| 회차   | 방송일    | TNmS(전국) | AGB(전국) |
| ------ | --------- | ---------- | --------- |
| 제1회  | 1월 6일   | 5.9%       | 7.0%      |
| 제2회  | 1월 13일  | 7.2%       | 7.2%      |
| 제3회  | 1월 20일  | 9.0%       | 8.2%      |
| 제4회  | 1월 27일  | 10.3%      | 9.9%      |
| 제5회  | 2월 3일   | 11.9%      | 10.6%     |
| 제6회  | 2월 10일  | 10.5%      | 10.0%     |
| 제7회  | 2월 17일  | 13.3%      | 11.4%     |
| 제8회  | 2월 24일  | 12.4%      | 13.1%     |
| 제9회  | 3월 3일   | 12.8%      | 12.4%     |
| 제10회 | 3월 10일  | 14.7%      | 13.0%     |
| 제11회 | 3월 17일  | 14.1%      | 14.2%     |
| 제12회 | 3월 24일  | 13.6%      | 13.0%     |
| 제13회 | 3월 31일  | 13.0%      | 12.9%     |
| 제14회 | 4월 7일   | 11.9%      | 13.0%     |
| 제15회 | 4월 14일  | 12.4%      | 13.5%     |
| 제16회 | 4월 21일  | 11.4%      | 13.1%     |
| 제17회 | 4월 28일  | 11.9%      | 13.9%     |
| 제18회 | 5월 5일   | 12.0%      | 12.7%     |
| 제19회 | 5월 12일  | 11.4%      | 13.6%     |
| 제20회 | 5월 19일  | 12.8%      | 14.5%     |
| 제21회 | 5월 26일  | 12.8%      | 15.1%     |
| 제22회 | 6월 2일   | 12.9%      | 15.9%     |
| 제23회 | 6월 9일   | 12.4%      | 16.0%     |
| 제24회 | 6월 16일  | 11.8%      | 15.1%     |
| 제25회 | 6월 23일  | 14.3%      | 16.1%     |
| 제26회 | 6월 30일  | 12.4%      | 15.5%     |
| 제27회 | 7월 7일   | 14.0%      | 19.2%     |
| 제28회 | 7월 14일  | 14.4%      | 17.4%     |
| 제29회 | 7월 21일  | 14.2%      | 19.8%     |
| 제30회 | 7월 28일  | 15.5%      | 16.9%     |
| 제31회 | 8월 4일   | 18.3%      | 20.0%     |
| 제32회 | 8월 11일  | 14.3%      | 18.2%     |
| 제33회 | 8월 18일  | 15.9%      | 19.4%     |
| 제34회 | 8월 25일  | 15.0%      | 18.2%     |
| 제35회 | 9월 1일   | 14.5%      | 17.8%     |
| 제36회 | 9월 8일   | 13.4%      | 15.9%     |
| 제37회 | 9월 15일  | 12.2%      | 18.1%     |
| 제38회 | 9월 22일  | 15.0%      | 18.4%     |
| 제39회 | 9월 29일  | 14.2%      | 18.6%     |
| 제40회 | 10월 6일  | 11.9%      | 16.4%     |
| 제41회 | 10월 13일 | 13.0%      | 16.9%     |
| 제42회 | 10월 20일 | 14.8%      | 15.3%     |
| 제43회 | 10월 27일 | 16.0%      | 17.1%     |
| 제44회 | 11월 3일  | 12.9%      | 16.1%     |
| 제45회 | 11월 10일 | 12.9%      | 14.8%     |
| 제46회 | 11월 17일 | 13.1%      | 13.3%     |
| 제47회 | 11월 24일 | 14.1%      | 15.9%     |
| 제48회 | 12월 1일  | 10.5%      | 14.1%     |
| 제49회 | 12월 8일  | 11.6%      | 13.8%     |
| 제50회 | 12월 15일 | 10.5%      | 13.0%     |
| 제51회 | 12월 22일 | 11.0%      | 12.3%     |
| 제52회 | 12월 29일 | 12.9%      | 15.5%     |

### 2014년
| 회차    | 방송일    | 시청률     | 시청률    |
| 회차    | 방송일    | TNmS(전국) | AGB(전국) |
| ------- | --------- | ---------- | --------- |
| 제53회  | 1월 5일   | 12.4%      | 15.4%     |
| 제54회  | 1월 12일  | 11.3%      | 12.8%     |
| 제55회  | 1월 19일  | 9.9%       | 11.9%     |
| 제56회  | 1월 26일  | 11.3%      | 11.9%     |
| 제57회  | 2월 2일   | 11.0%      | 12.3%     |
| 제58회  | 2월 9일   | 10.1%      | 11.9%     |
| 제59회  | 2월 16일  | 8.4%       | 10.3%     |
| 제60회  | 2월 23일  | 7.5%       | 10.0%     |
| 제61회  | 3월 2일   | 7.9%       | 9.0%      |
| 제62회  | 3월 9일   | 7.9%       | 10.1%     |
| 제63회  | 3월 16일  | 7.3%       | 9.0%      |
| 제64회  | 3월 23일  | 8.3%       | 9.3%      |
| 제65회  | 3월 30일  | 6.4%       | 7.0%      |
| 제66회  | 4월 6일   | 6.4%       | 7.3%      |
| 제67회  | 4월 13일  | 6.1%       | 7.6%      |
| 스페셜  | 4월 27일  | 8.4%       | 8.6%      |
| 제68회  | 5월 4일   | 10.5%      | 11.4%     |
| 제69회  | 5월 11일  | 8.5%       | 10.9%     |
| 제70회  | 5월 18일  | 6.4%       | 9.0%      |
| 제71회  | 5월 25일  | 8.8%       | 8.9%      |
| 제72회  | 6월 1일   | 7.7%       | 8.6%      |
| 제73회  | 6월 8일   | 7.1%       | 9.7%      |
| 제74회  | 6월 15일  | 7.9%       | 11.0%     |
| 제75회  | 6월 22일  | 8.7%       | 11.3%     |
| 제76회  | 6월 29일  | 7.9%       | 8.8%      |
| 제77회  | 7월 6일   | 7.5%       | 8.8%      |
| 제78회  | 7월 13일  | 7.1%       | 8.9%      |
| 제79회  | 7월 20일  | 6.7%       | 7.4%      |
| 제80회  | 7월 27일  | 7.8%       | 9.6%      |
| 제81회  | 8월 3일   | 7.2%       | 9.2%      |
| 제82회  | 8월 10일  | 9.5%       | 9.8%      |
| 제83회  | 8월 17일  | 8.6%       | 8.7%      |
| 제84회  | 8월 24일  | 9.7%       | 9.8%      |
| 제85회  | 8월 31일  | 8.6%       | 9.5%      |
| 제86회  | 9월 7일   | 9.4%       | 7.3%      |
| 제87회  | 9월 14일  | 7.5%       | 8.1%      |
| 제88회  | 9월 28일  | 9.4%       | 10.2%     |
| 제89회  | 10월 5일  | 7.3%       | 7.5%      |
| 제90회  | 10월 12일 | 6.6%       | 7.2%      |
| 제91회  | 10월 19일 | 11.2%      | 11.6%     |
| 제92회  | 10월 26일 | 7.1%       | 8.7%      |
| 제93회  | 11월 2일  | 6.1%       | 6.5%      |
| 제94회  | 11월 9일  | 6.1%       | 6.9%      |
| 제95회  | 11월 16일 | 5.3%       | 5.6%      |
| 제96회  | 11월 23일 | 5.3%       | 5.6%      |
| 제97회  | 11월 30일 | 6.9%       | 7.1%      |
| 제98회  | 12월 7일  | 5.4%       | 6.4%      |
| 제99회  | 12월 14일 | 5.7%       | 6.6%      |
| 제100회 | 12월 21일 | 5.3%       | 5.7%      |
| 제101회 | 12월 28일 | 5.2%       | 5.2%      |

### 2015년
| 회차    | 방송일   | 시청률     | 시청률    |
| 회차    | 방송일   | TNmS(전국) | AGB(전국) |
| ------- | -------- | ---------- | --------- |
| 제102회 | 1월 4일  | 6.1%       | 6.3%      |
| 제103회 | 1월 11일 | 5.1%       | 4.9%      |
| 제104회 | 1월 18일 | 4.3%       | 4.8%      |

## 사용된 협찬품
- 정관장 - 홍이장군

## 추가 편성
이 프로그램은 일부 케이블에서 재방영되고 있으며, 특이하게도 재능TV에서 2013년 12월 23일부터 방영 중이다. 재능TV에서 지상파 예능을 재방영하는 것은 이 프로그램이 유일하다.

## 비고
2014년 1월 말과 2월 초에 첫방송된 아빠! 어디가? 시즌2는 명칭을 우리 결혼했어요처럼 시즌제로 따로 쓰지 않고 아빠! 어디가?라는 이름으로 그대로 사용하기로 결정됐다. 사유는 프로그램과 패널의 전통성을 이어 나가기 위함이다.

## 결방 사유
- 2012년 8월 11일 : 2012 런던올림픽 축구 동메달결정전 대한민국 VS 일본 중계방송으로 인해 결방
- 2014년 4월 20일 : 세월호 여객선 침몰 사고의 여파로 인해 결방
- 2014년 4월 27일 : 100분 스페셜 방송으로 대체\

## 수상
- 2013년 제49회 백상예술대상 - TV부분 작품상
- 2013년 아시아태평양방송연맹(ABU)상
- 2013년 MBC 방송연예대상 - 쇼버라이어티 부문 남자 우수상 (성동일)
- 2013년 MBC 방송연예대상 - PD상 (김성주)
- 2013년 MBC 방송연예대상 - 올해의 스타상 (송종국, 윤민수)
- 2013년 MBC 방송연예대상 - 특별상 (김민국, 성준, 윤후, 송지아, 이준수)
- 2013년 MBC 방송연예대상 - 대상
- 2014년 미국 휴스턴 국제 영화제 - 예능 부문 대상
- 2014년 MBC 방송연예대상 특별 부문 인기상 (윤후, 정세윤, 임찬형, 안리환, 성빈, 김민율)

## 경쟁 프로그램
- 일요일이 좋다
  - K팝 스타 4 (경쟁 프로그램)
  - 런닝맨 (2부 프로그램)

- 해피선데이
  - 슈퍼맨이 돌아왔다 (경쟁 프로그램)
  - 1박 2일 (2부 프로그램)

- 일밤
  - 진짜 사나이 (2부 프로그램)